# The Nixons
O The Nixons é uma banda norte-americana de pós-grunge formada em 1990.
Na sonoridade da banda, podemos encontrar arranjos sutis e de harmonia melódica. Vocais ora pesados, ora suaves se fundem à mistura de instrumentação acústica e elétrica onde a voz é tida como peça central da canção.
Suas composições normalmente contém arranjos de violão densos e etéreos, geralmente em tonalidade maior, somados às guitarras cortantes e bateria de rítmica intrincada. Junto de bandas como Collective Soul, Live, Bush, Foo Fighters, Silverchair, Creed,  Nickelback, Theory of a Deadman, Puddle of Mudd, Fuel, Staind, 3 Doors Down, entre outros, é considerada um dos ícones do movimento musical chamado post-grunge.

## História
Uma das bandas ícone do chamado post-grunge, o The Nixons foi fundado em 1990 na cidade americana de Oklahoma City por Zac Maloy, Jesse Davis, Ricky Brooks e Tye Robinson. O grupo lança seu primeiro EP Six em 1992 pela gravadora independente Dragon Street Records. Logo depois, o baterista Tye Robinson abandona a banda, sendo substituído por John Humphrey.
Dois anos mais tarde, a banda lançaria o álbum intitulado Halo, em (1994), pela gravadora Rainmaker Records. Halo contém várias canções - em versões mais cruas - que posteriormente entrariam para o primeiro álbum de estúdio por uma grande gravadora, - álbum em que a banda obteria mais sucesso e projeção - chamado Foma, de 1995 pela gravadora MCA/Universal Music. Foma emplacou o single de maior sucesso da banda, a canção Sister, fazendo-os entrar em uma grande turnê norteamericana junto às mais variadas bandas, dentre elas: KISS, Soul Asylum, Toadies e Radiohead, entre outras. Naquele então, a banda realizava aproximadamente 300 shows por ano.
Em 1997, a banda substituiu o baixista Ricky Brooks por Ricky Wolking, e lançou o álbum auto-intitulado The Nixons. Embora a banda fizesse muitas apresentaçõe neste período, não corresponderam aos lucros do que a MCA almejava. Ainda assim, a banda angariava fãs por todos os lugares, e se tornaram artistas cultuados na cena de rock alternativo americana. Mas devido à baixa venda e ao insucesso comercial do disco, a MCA descartou a banda logo em seguida do fim da promoção do disco. Três singles chegaram a ser lançados, sendo estes: o hit top 10 "Baton Rouge", "Miss USA" e "The Fall". Em 1998, de volta à antiga gravadora Rainmaker Records, lançaram o EP de raridades Scrapbook, contendo versões ao vivo e/ou acústicas de diversas músicas, incluindo a faixa Sister, além de covers de Elton John e Cheap Trick.
O último álbum gravado pela banda chama-se Latest Thing, e foi lançado pela gravadora Koch Records em 2000. O disco chegou a ser lançado oficialmente no Brasil pela extinta gravadora Abril Music. Uma disputa desconhecida pelo grande público levou Jesse Davis e John Humphrey a abandonarem a banda logo depois do final das gravações do álbum. Eles então foram substituídos por Scott "Scooby" Bush e Ray Luzier (atual baterista do Korn), respectivamente. Logo após uma breve turnê de divulgação, a banda entrou em hiato indefinido. Embora nunca tenham anunciado oficialmente o fim de suas atividades, os membros da banda tem se mantido ocupados em outros projetos nos últimos anos, ainda que em 2009, através de mensagens no MySpace, Zac tenha afirmado ainda ter uma ótima relação com todos e que uma volta não seria nada improvável, talvez em um futuro próximo. No mesmo ano, a banda também reviveu sua página oficial no MySpace postando alguns textos e músicas.

## Reunião
Em 2017, a reunião dos Nixons foi, finalmente, concretizada. Essa reunião aconteceu com os 4 membros presentes na época do clássico álbum Foma (Zac Maloy, Jesse Davis, Ricky Brooks e John Humphrey). Dois shows foram anunciados para março e abril, respectivamente em Oklahoma City (a cidade natal da banda) e em Frisco, Texas, como parte do line-up do aniversário de 25 anos do famoso festival EDGEFEST da extinta rádio KDGE "The Edge", festival este no qual os próprios Nixons participaram diversas vezes e se tornaram uma atração adorada e reverenciada durante os anos 90. Uma página oficial também foi criada no Facebook para divulgar os eventos, postar videoclipes inéditos e reviver a história do grupo. No início de junho do mesmo ano, eles lançaram a primeira canção nova em 17 anos. Intitulada "Song of the Year", a faixa já está disponível para download e streaming nas principais plataformas digitais como iTunes, Spotify e Google Play.
Ainda em junho foram lançados o EP Song of the Year, que inclui além da faixa-título, canções raras da banda gravadas ao vivo e o primeiro álbum da banda, Halo, que recebeu pela primeira vez um tratamento em vinil, remasterizado pelo produtor original, Kerry Crafton. Os Nixons realizaram shows de reunião adicionais em junho e dezembro, incluído um show especial na véspera de ano novo junta a outras bandas conhecidas de Oklahoma, Hinder e Aranda.
Novos concertos foram anunciados em 2018, continuando assim com as atividades da banda.

## Discografia

### Álbuns de estúdio
- Halo (1994)
- Foma (1995)
- The Nixons (1997)
- Latest Thing (2000)

### EP's
- Six (1992)
- Scrapbook (1998)
- Song of the Year (2017)

## Membros

### Formação atual
- Zac Maloy - vocal, guitarra (1990-2000, 2017-presente)
- Jesse Davis - guitarra, backing vocal (1990-2000, 2017-presente)
- Ricky Brooks - baixo (1990-1997, 2017-presente)
- John Humphrey - bateria (1992-2000, 2017-presente)

### Ex-membros
- Ricky Wolking - baixo (1997-2000)
- Tye Robinson - bateria (1990-1992)
- Ray Luzier - bateria (2000)
- Scott "Scooby" Bush - guitarra (2000)

## Projetos posteriores
Davis, Brooks, e Humphrey reformaram a banda no início de 2001 como Huver, com um novo vocalista, chamado Garin Murdock. A banda teria assinado um contrato com a gravadora Epic Records, mas se separou em meados de 2002, após lançar um EP independente, intitulado "The Wheatland EP". Desde 2004, John Humphrey passou a tocar bateria na banda Seether. Jesse Davis tem uma banda de rock psicodélico chamada 4 Points West, que lançou um EP e um álbum completo. Davis também tem um estúdio de gravação em Oklahoma City. Em 2010, Davis participou da banda In Union e mais recentemente formou a banda Anchor The Girl, com a qual toca eventualmente. Zac Maloy lançou dois álbuns e um EP como artista solo (Life, 2001; The Yellow EP, 2003; Saturday Is Gone, 2004) e desde então se tornou compositor e produtor musical. Mudou-se para Nashville e vem trabalhando como compositor para diversos artistas, dentre eles Supercell, The Daylights, Hanson, Our Lady Peace, Chris Daughtry, Carrie Underwood, Scott Stapp e David Cook. Maloy recentemente abriu seu próprio estúdio de gravação, o Rosewater Studios, em Tulsa. O baterista original Robison é co-proprietário do January Sound Studio, em Dallas, Texas, e tem trabalhado como produtor com diversos artistas, a exemplo de Drowning Pool, Chatterton e Herring Collin.